# پلی (وبگاه)
پلی (انگلیسی: Poly) یک وب‌سایت است که توسط گوگل ایجاد شده‌است، تا کاربران بتوانند به جستجو، توزیع و دانلود شی‌های سه‌بعدی را دانلود کنند. ویژگی‌های این کتابخانه رایگان شامل هزاران شی سه‌بعدی برای استفاده در واقعیت مجازی و برنامه‌های واقعیت افزوده است. در نظر گرفته شده‌است که سازندگان به راحتی بتوانند شی‌های سه‌بعدی خود را به اشتراک بگذارند.

## امکانات
کاربران می‌توانند با استفاده از کلمات کلیدی خاص مدل‌ها را با پسوند OBJ آپلود و دانلود کنند. بیشتر مدل‌ها می‌توانند با استفاده از نرم‌افزار Tilt Brush و Google Blocks ادغام شوند به صورت ریمیکس. ریمیکس‌ها به صورت خودکار در پلی با اعتبار با پیوندی به خالق اصلی منتشر می‌شود. شی‌ها را می‌توانید با استفاده از Cardboard یا Daydream مشاهده کرد. کاربران همچنین می‌توانند گیف‌های ساده متحرک خود را به صورت شی برای دانلود قرار بدهند.

### ای‌پی‌آی
گوگل اعلام کرد که ای‌پی‌آی پیش‌نمایش در آینده به این پلتفرم اضافه خواهد شد.